# Lista de conflitos envolvendo o Japão

## Conflitos envolvendo oJapão
| Conflito                                                             | Combatente 1 | Combatente 2 | Resultado |
| -------------------------------------------------------------------- | --- | --- | --- |
| Guerra Imjin (1592-1598)                                             | Japão sob Toyotomi Hideyoshi | Coreia sob a dinastia Joseon China sob a dinastia Ming Jurchen Jianzhou | Derrota |
| Guerra Russo-Japonesa (1904-1905)                                    | Império do Japão | Império Russo | Vitória |
| Primeira Guerra Mundial (1917–1918)                                  | França · Reino Unido · Rússia · Estados Unidos · República da China · Reino de Itália · Japão · Canadá · Austrália · Nova Zelândia · Índia britânica · Reino da Sérvia · Reino da Romênia · Bélgica · Reino da Grécia · Portugal · Brasil · Haiti | Império Alemão · Áustria-Hungria · Império Otomano · Reino da Bulgária | Vitória - Fim do Império Alemão, Império Russo, Império Otomano e austro-húngaro impérios - Formação de novos países na Europa e no Oriente Médio - Transferência de colônias alemãs e regiões do antigo Império Otomano a outros poderes - Criação do Liga das Nações |
| Guerra Civil Russa (1918–1920)                                       | Movimento Branco · Reino Unido · Estados Unidos · Índia britânica · Japão · Tchecoslováquia · Reino da Grécia · Polônia · França · Reino da Romênia · Reino da Sérvia · Reino de Itália · República da China                                      | Rússia soviética · República do Extremo Oriente | Derrota - Retirada Aliada da Rússia - Vitória dos bolcheviques sobre Exército Branco |
| Conflitos fronteiriços entre a União Soviética e o Japão (1932-1939) | Império do Japão · Manchukuo | União Soviética · Mongólia | Derrota |
| Segunda Guerra Sino-japonesa (1937-1945)                             | Império do Japão | República da China | Derrota |
| Segunda Guerra Mundial (1939–1945)                                   | Alemanha Nazista · França de Vichy · Império do Japão · Reino de Itália · Hungria · Romênia · Bulgária · Finlândia · Tailândia · Mengjiang · Croácia · Albânia                                                                                    | União Soviética · Estados Unidos · Reino Unido · República da China · Polônia · Canadá · Austrália · Nova Zelândia · Índia britânica · Mongólia · Iugoslávia · Reino da Grécia · Dinamarca · Noruega · Holanda · Filipinas · Bélgica · Luxemburgo · Tchecoslováquia · Brasil · México · Etiópia · Viet Minh · El Salvador · Haiti | Derrota - O colapso do Terceiro Reich - Derrota e dissolução de França de Vichy - Falha do Império Japonês e Império Italiano - Criação das Nações Unidas - Surgimento dos Estados Unidos e da União Soviética como superpotências - Início da Guerra Fria             |
| Guerra Soviético-Japonesa (1945)                                     | Império do Japão | União Soviética | Derrota |
| Operação Tempestade de Agosto (1945)                                 | Império do Japão | União Soviética | Derrota |
| Invasão do Sul da Sacalina (1945)                                    | Império do Japão | União Soviética | Derrota |
| Invasão das Ilhas Curilas (1945)                                     | Império do Japão | União Soviética | Derrota |